# ロダン美術館 (パリ)
ロダン美術館 (ロダンびじゅつかん、Musée Rodin) は、フランスのパリ7区にある美術館である。オーギュスト・ロダンの自己の作品及びロダンがコレクションした美術品を中心として所蔵する。

## 沿革
美術館の建物自体は、1908年から亡くなるまでの約10年間、ロダンがアトリエとして使い、そして暮らした「ビロン館」(Hôtel Biron) である。ビロン館は、幼君ルイ15世の摂政位クーデター計画の中心にいたメーヌ公爵夫人が、1753年に亡くなった地でもある。
1911年にフランス政府がビロン館を買い取ることとなったときに、この館を気に入っていたロダンが、自己の作品及びコレクションを国家に寄付するので、美術館として残して欲しいと提案した。ロダンの死後の1919年に開館した。2005年に改修されている。
ロダンがアトリエ兼自宅としていた館がパリ近郊のムードン (Meudon) にもあり、そちらも美術館となっている。

## 主な所蔵作品
ロダンの彫刻6600点、デッサン7000点、その他ロダンが収集した絵画や彫刻が収められている。
- ロダン 「地獄の門」(The Gates Of Hell/La Porte de l'Enfer)
- ロダン 「大聖堂」
- ゴッホ 『タンギー爺さん』